# Aci Castello
Aci Castello (Jaci Casteddu trong tiếng Sicilia) là một thành thành phố ở tỉnh Catania vùng Sicilia, Italia. Thành phố này có cự ly 9 km về phía bắc của Catania ở bờ Địa Trung Hải. Kinh tế chủ yếu là nông và công nghiệp. Các đô thị giáp ranh là Aci Catena, Acireale, Catania, San Gregorio di Catania và Valverde.
Thành phố này đã phát triển quanh một lâu đài được người Norman xây năm 1076.